# Anton von Schaumburg

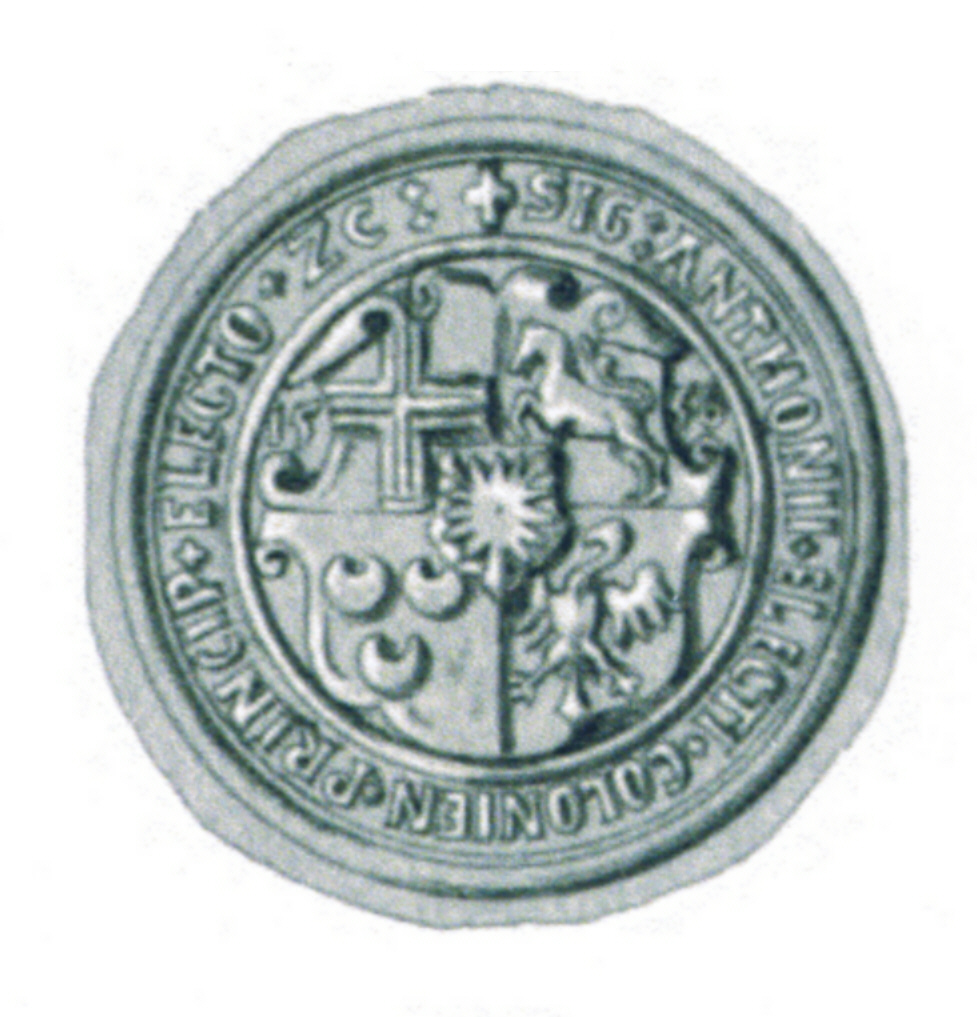
Siegel des Anton von Schaumburg aus der Zeit um 1556–1558

Graf Anton von Schaumburg, teilweise auch von Schauenburg genannt, (* um 1517; † 18. Juni 1558) war von 1557 bis 1558 Erzbischof des Erzbistums Köln.

## Leben
Er war das siebte von zwölf Kindern des Grafen Jobst von Schaumburg und Holstein-Pinneberg und der Mutter  Maria von Nassau-Dillenburg. Zu seinen Brüdern zählten der spätere Kölner Erzbischof Adolf III. von Schaumburg und der Erbe der Grafschaft Otto IV. von Schaumburg. Anders als sein Bruder hat Anton von Schaumburg wahrscheinlich keine akademische Ausbildung absolviert.
Als nachgeborenes Kind war er früh für eine Versorgung mit geistlichen Pfründen vorgesehen. Schon mit sechs Jahren war er Anwärter auf ein Domkanonikat in Köln. Im Jahr 1541 bekam er eine Präbende am Lambertus-Stift in Lüttich. Dort wurde er später auch Dompropst. Auch am Servatius-Stift in Maastricht hatte er eine Domherrenstelle inne. Unklar ist, ob er auch Propst des Cäcilia-Stift in Hildesheim war. Diese Behauptung geht auf die Familienüberlieferung zurück. Zwischen 1547 und 1557 war er Propst des Gereon-Stifts in Köln. Er blieb bis zu seinem Tode lediglich Subdiakon.
Sein Bruder Adolf III. hatte in seiner Zeit als Erzbischof das Erzbistum und das Erzstift nach dem Reformationsversuch des Hermann von Wied zwar wieder stabilisieren können, seine weitergehenden Pläne scheiterten jedoch am Widerstand von Herzog Wilhelm V. von Jülich-Kleve-Berg und den Landständen in seinen eigenen Territorien.
Über die näheren Umstände der Wahl Antons von Schaumburg ist nichts bekannt. Zu vermuten ist, dass es dem Domkapitel um Kontinuität und eine schnelle Wahl ging. Es ist aber auch möglich, dass man durch die Wahl eines wenig erfahrenen Mannes auf ein Ende des forcierten prokatholischen Kurses seines Vorgängers hoffte. Vorteilhaft war, dass die Schaumburger mehrere Domherrenstellen besetzten und auch ansonsten gut vernetzt waren.
Nachteilig erwies sich, dass bedeutende Berater seines Vorgängers wie Eberhard Billick oder Johannes Gropper, die beide die Konfessionspolitik entscheidend geprägt hatten, ganz oder teilweise für eine weitere Verwendung ausfielen. Eine Folge war, dass Anton von Schaumburg keinerlei kirchenpolitische Initiativen hinsichtlich des Zurückdrängen des Protestantismus entwickelte. Auf eine weniger strikte Haltung deutet die Person seines Hofkaplans Gerhard Veltius hin. Dieser soll verheiratet gewesen sein und protestantische Entwicklungen in Jülich-Kleve-Berg begrüßt haben. Er billigte auch die bevorstehende mit der Konversion zum Protestantismus verbundene Heirat seines Bruders Otto. Gleichzeitig hatte er ein gutes Verhältnis zu den Franziskanern und Jesuiten. Im Gegensatz zu seinem Bruder war er konfessionell eher indifferent und vor allem weltlich orientiert.
Seine Amtszeit war damit ausgefüllt, die katastrophalen finanziellen Verhältnisse des Erzstiftes zu bessern. Er erließ 1557 eine nicht mehr erhaltene Bergordnung, die aber wohl kaum Neuerungen enthielt.
Auch reichspolitisch trat er kaum in Erscheinung. Weil der Regensburger Reichstag von 1556/57 bei seiner Wahl bereits begonnen hatte, nahm Anton von Schaumburg an diesem nicht teil. Die Regalien erhielt er erst auf dem Frankfurter Kurfürstentag im Jahr 1558. Er war selbst zu dieser Versammlung gereist, um der Proklamation von Ferdinand I. zum erwählten römischen Kaiser zuzustimmen.
Kurz nach der Rückreise erkrankte er und starb in Godesberg. Die für ihn und seinen Bruder von Cornelis Floris geschaffenen Grabmäler waren ursprünglich im Hochchor des Kölner Doms an der Chorschranke aufgestellt. Dabei wurde der Bruder mit der bischöflichen Mitra, er selbst aber mit dem Kurhut abgebildet. 1863 wurden die Epitaphien in die Radialkapellen versetzt; Antons an die Westwand der Engelbertkapelle.